# Palmaris gustavi
Palmaris gustavi är en fjärilsart som beskrevs av Otto Staudinger 1897. Palmaris gustavi ingår i släktet Palmaris och familjen praktfjärilar. Inga underarter finns listade i Catalogue of Life.